# Għar Ħasan

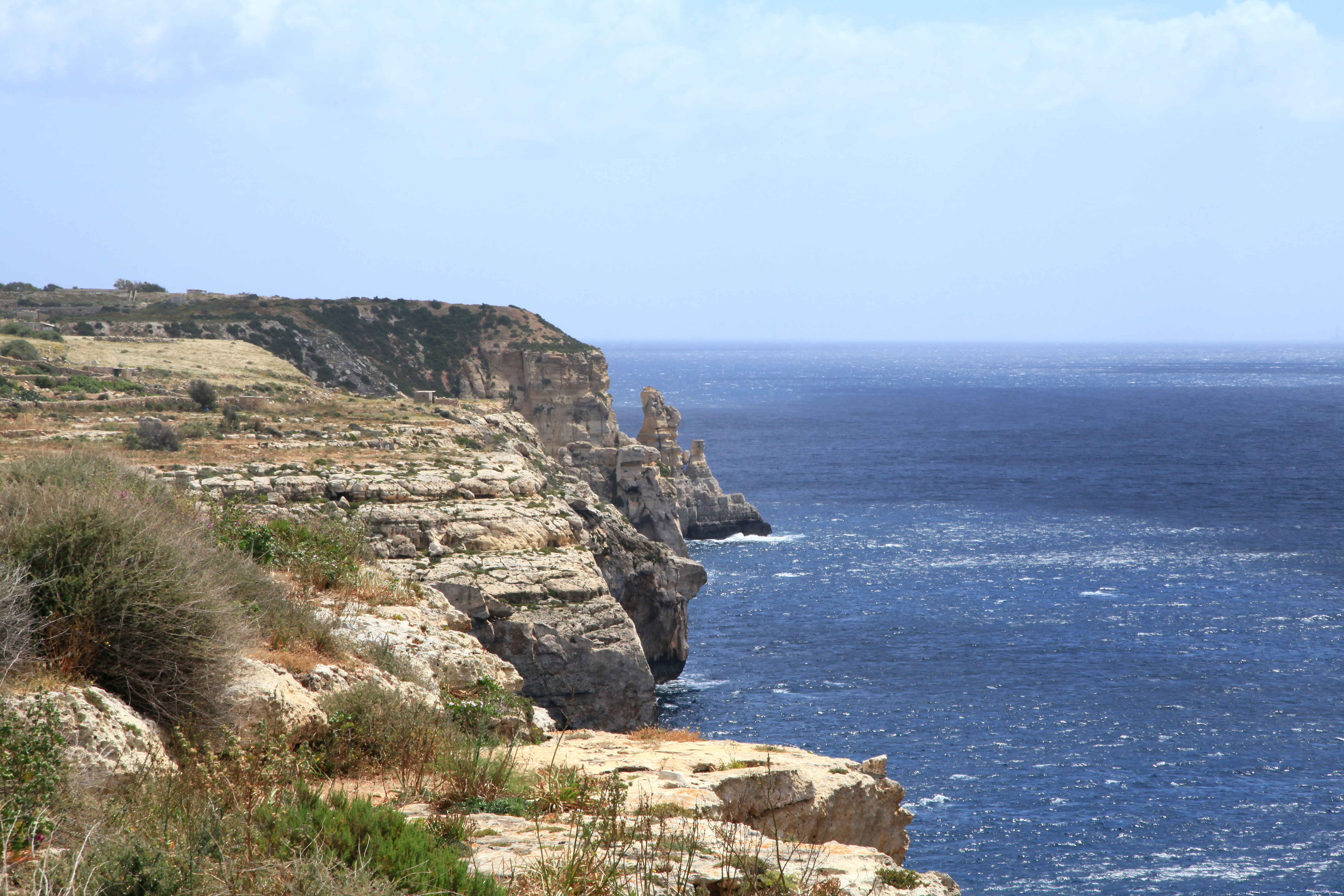
Għar Ħasan

Die Għar Ħasan ist eine Höhle im Südosten der Mittelmeerinsel Malta.
An der Südküste führt ein abfallender Fußweg entlang der Klippe zu einer Treppe, die den Kalksteinfelsen hinunterführt. Ein aus der Klippe gehauener horizontaler Pfad führt zum Höhleneingang, etwa 51 m über dem Meer.
Der Haupteingang der Höhle ist etwa 5,0 m hoch und 6,0 m breit und die ersten 20 Höhlenmeter haben ähnliche Abmessungen. Ein Eisentor versperrt die inneren Bereiche. Die meisten der dortigen Gänge enden als Sackgassen. Ein Gang erstreckt sich über etwa 48,0 m bzw. 73,0 m zu zwei weiteren Eingängen in der Felswand. Am östlichen Eingang befindet sich eine artifizielle, runde Kammer mit deutlichen Pickmarken an den Wänden und einer Steinbank am Rand.
Die Höhle ist fast ohne Stalaktiten, obwohl es einige kleine Ablagerungen gibt. Laut Charles Savona-Ventura gibt es hier Höhlenmalereien, aber da sie erst in den letzten 10 Jahren entdeckt wurden, ist ihr Alter umstritten.
Es gibt Legenden über die Höhle, alle mit Bezug zu einem Sarazenen Hasan. Die meisten beziehen sich auf ein junges Mädchen, das er in die Höhle entführte.
In der Nähe liegt die Höhle Għar Dalam.